# Thomas Schücke
Thomas Schücke (* 2. Februar 1955 in Wuppertal) ist ein ehemaliger deutscher Schauspieler.

## Leben
Bereits während seiner Zeit als Gymnasiast in München wirkte Schücke in Filmen der Filmhochschule München mit. Seine schauspielerische Ausbildung erhielt er an der Falckenberg-Schule. Von 1980 bis 1982 war er Mitglied der Münchner Theatergruppe Zauberflöte. Diese gastierte unter anderem in Zürich, Bremen, Berlin und München. Zu den aufgeführten Stücken gehörten John Osbornes Blick zurück im Zorn und Schillers Kabale und Liebe.
Schücke wurde vor allem als Seriendarsteller bekannt. In SK-Babies verkörperte er Kriminalhauptkommissar Stefan Jarcyk, in Derrick und in Der Alte hatte er Rollen in jeweils neun Episoden,  in Siska in sieben Folgen. Bekannt wurde er auch in seiner Rolle als Dr. Peter Wollinski in der Serie Diese Drombuschs.
2005 beendete er seine Schauspielarbeit und arbeitet seitdem als Diplom-Psychologe.

## Filmografie
- 1979: Die Razzia
- 1979: Die Nacht mit Chandler
- 1980: Liebe mit geschlossenen Augen
- 1980–1998: Derrick (Serie, neun Folgen)
- 1982: Das zweite Gesicht
- 1983: Mondkräcker
- 1984: Der letzte Zivilist (Le dernier civil)
- 1985: Der Fahnder (Serie, Folge 2)
- 1985: Die doppelte Welt
- 1985: Das Mädchen und die Tauben
- 1985–2004: Der Alte (Serie, neun Folgen)
- 1986: Die zwei Gesichter des Januar
- 1987: Hals über Kopf (Folge 2: Das Lehmkind)
- 1987–90: Diese Drombuschs (Serie)
- 1988: Drei D
- 1989: Giovanni oder die Fährte der Frauen
- 1989: Der lange Sommer
- 1990: Es ist nicht leicht, ein Gott zu sein
- 1992: Liebe auf Bewährung (Familienserie)
- 1992: Happy Holiday (Fernsehserie, eine Folge)
- 1994: Die Sieger
- 1995: Inseln unter dem Wind (Serie)
- 1996: SK Babies (Serie, sechs Folgen)
- 1996: Ein Fall für Zwei – Richtermord
- 1997: Betrogen – Eine Ehe am Ende
- 1998: Wilsberg: In alter Freundschaft
- 1999: Dr. Stefan Frank – Der Arzt, dem die Frauen vertrauen – Zwischen gestern und morgen
- 1999: Dr. Stefan Frank – Der Arzt, dem die Frauen vertrauen – Gefrorene Träume
- 1999: Dr. Stefan Frank – Der Arzt, dem die Frauen vertrauen – Nachbarschaftsliebe
- 1999–2005: Siska (Serie, sieben Folgen)
- 2001: Du oder keine